# Andrew Ydens
Andrew Ydens   (Braine-l'Alleud, 23 d'agost de 1989) és un ciclista belga, professional del 2009 al 2015.